# Hôtel de ville de Maribor
L'Hôtel de ville de Maribor (en slovène : Mariborski rotovž) est la mairie de Maribor, en Slovénie. Il est situé sur la place principale de la ville (Glavni trg).
Construit en 1515, il a été remanié dans le style Renaissance entre 1563 et 1565. Au milieu du XIXe siècle, il a de nouveau été rénové dans le style classique tardif, mais a ensuite été restauré dans son aspect d'origine du XVIe siècle.
Adolf Hitler a visité Maribor le 26 avril 1941. Selon une légende urbaine, il s'est adressé aux Allemands locaux depuis le balcon principal du bâtiment, surplombant la place. Cela ne s'est pas produit car ni Hitler ni aucun des officiers qui l'accompagnaient n'ont tenu de discours public (contenant la phrase   « Rendez cette terre allemande à nouveau ») ce jour-là.
En plus des bureaux de la ville, la salle abrite également un restaurant de cuisine slovène, Toti Rotovž.
Sur la place à l'extérieur de la salle se dresse la Colonne de la Peste, qui commémore la « mort noire » qui a dévasté la ville en 1680.

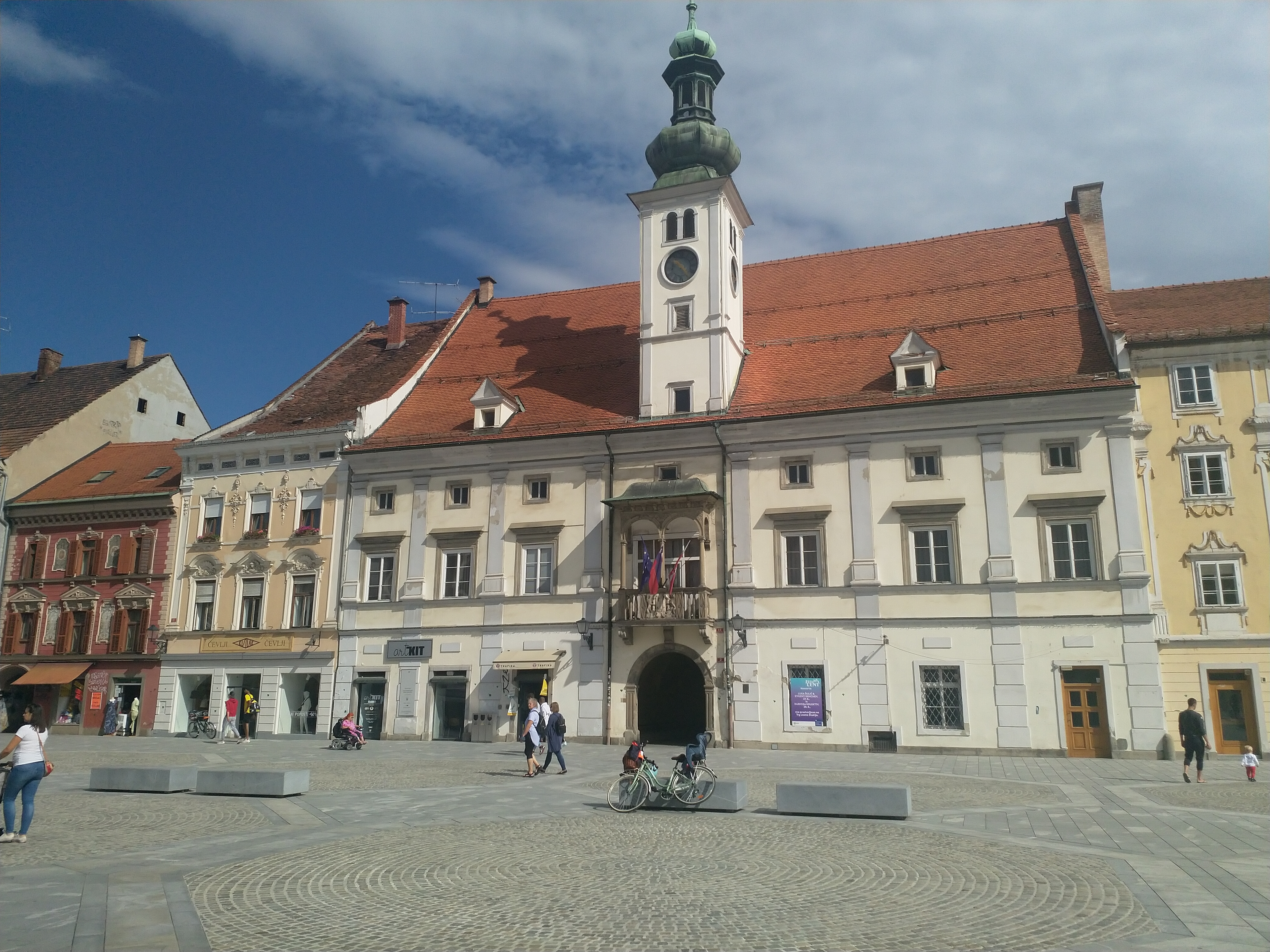
Hôtel de Ville de Maribor